# C7H9N3O2
化学式C7H9N3O2（摩尔质量：167.17 g/mol）可以指：
- 2,6-二氨基-4-硝基甲苯，CAS号：59229-75-3
- 4-氨基水杨酰肼，CAS号：6946-29-8

|  | 这个同类索引页列出了具有相同分子式的化学物（即同分異構體）条目。 除非您是有意链接至本页，否则应将相应条目的内部链接指向正确的条目。 |